# Wiktor Stepanowitsch Kulikow
Wiktor Stepanowitsch Kulikow (russisch Виктор Степанович Куликов, englische Transkription Viktor oder Victor Kulikov; * 13. April 1952) ist ein russischer Mathematiker.

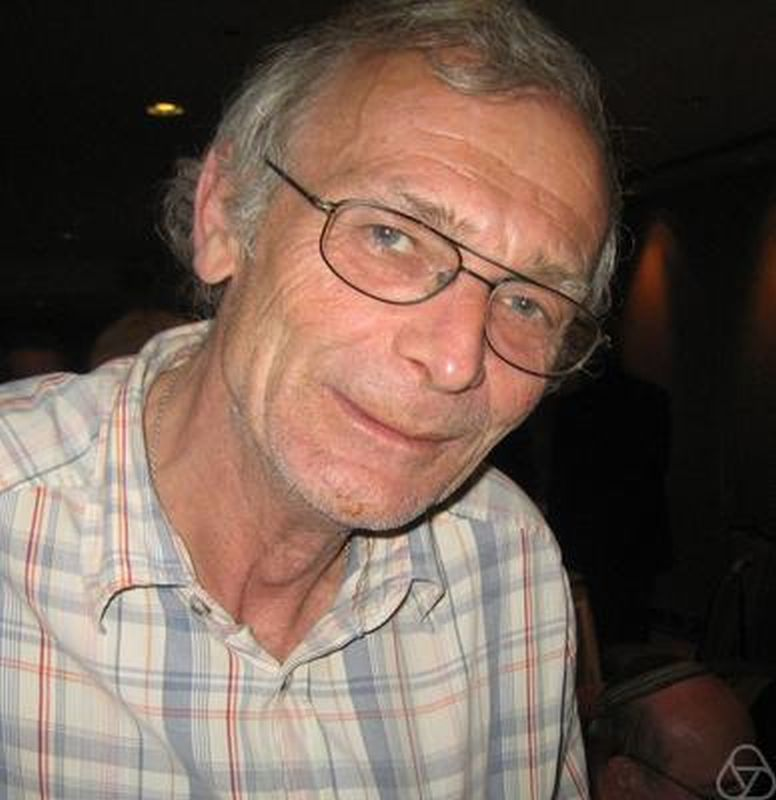
Victor Kulikov, 2008

## Leben
Kulikow ist ein Schüler von Igor Schafarewitsch, bei dem er 1977 am Steklow-Institut promoviert wurde (Degenerations of K3 Surfaces). 1992 habilitierte er sich (russischer Doktortitel). Er ist Professor und leitender Wissenschaftler am Steklow-Institut in Moskau.
Er befasst sich mit klassischer Algebraischer Geometrie, speziell algebraischen Flächen, Alexanderpolynomen der Knotentheorie für algebraische Kurven, Singularitätentheorie, Periodenabbildungen, Fundamentalgruppen, Hurwitz Kurven und Hurwitz Räumen. In seiner Dissertation klassifizierte er 1977 Deformationen spezieller algebraischer Flächen. Er bewies 1999 die Chisini-Vermutung, die danach fragt, ob eine glatte projektive Fläche im projektiven n-dimensionalen Raum durch die Verzweigungskurven ihrer zweidimensionalen Projektionen bestimmt wird. Er bewies 2011 einen Satz über die irreduziblen Komponenten in Hurwitz-Räumen.
Er publizierte auch mit seinem Bruder Walentin Stepanowitsch Kulikow.

## Schriften
- mit P. F. Kurchanov Complex algebraic varieties: Periods of integrals and Hodge structures, in: Parshin, Shafarevich (Hrsg.), Algebraic Geometry 3, Encyclopedia of Mathematical Sciences, Band 36, 1989, S. 5–231
- Hurwitz curves, Russian Math. Surveys, Band 62, 2007, S. 1043–1119
- On Chisini's conjecture, Izv. Math., Band 63, 1999, S. 1139–1170, Teil 2, Izv. Math., Band 72, 2008, S. 901–913
- Factorization semigroups and irreducible components of the Hurwitz space, Izv. Math., Band 75, 2011, S. 711–748
- Degenerations of K3 surfaces and Enriques surfaces, Uspekhi Mat. Nauka, Band 32, 1977, S. 167–168
- Surjectivity of the period mapping for K3 surfaces, Uspekhi Mat. Nauk, Band 32, 1977, S. 257–258
- Degenerations of K3 surfaces and Enriques surfaces, Math. USSR-Izv., Band 11, 1977, S. 957–989